# دوبلرغراف

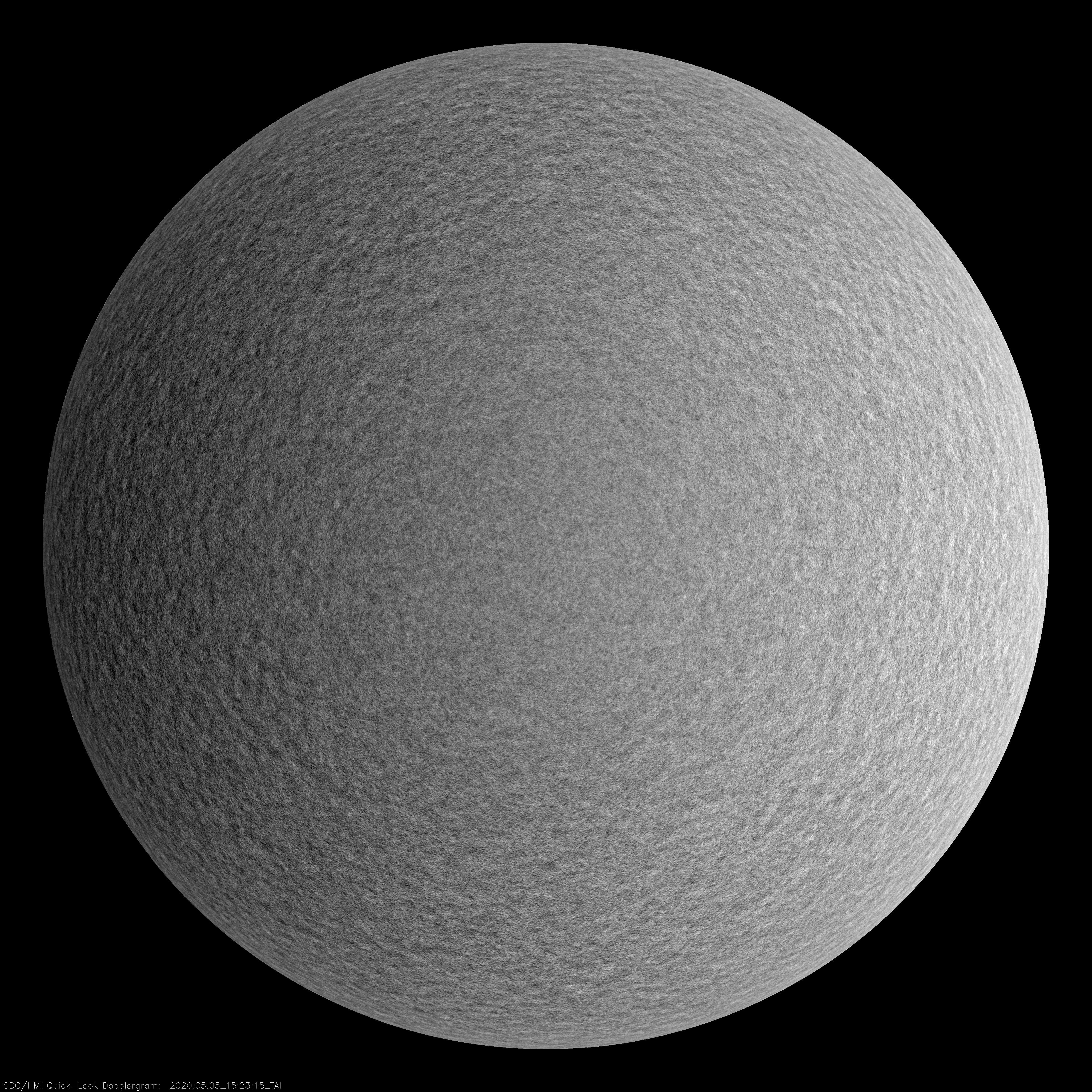

الدوبليجرام أو (dopplergram) هو تمثيل ثنائي الأبعاد لحركات الاقتراب والتراجع لشيء أو منطقة. كلمة دوبلرغراف هي مزيج من الكلمات رادار دوبلر وphotograph. دوبلرغرافات هي سجلات ثنائية الأبعاد للتغيرات في تحول دوبلر في شدة الضوء. لا يلزم أن تكون الدوبلرغرافات سجلاً لتحول الضوء المرئي، ولكن لأي موجة مشعة، والتي تشمل الموجات الكهرومغناطيسية والموجات الصوتية. نظرًا لأن إزاحة دوبلر ناتجة عن سرعة مصدر الإشعاع تجاه العارض أو بعيدًا عنه، فإن الدوبلرغراف هو صورة للسرعات المرتبطة بالمصادر التي يتم عرضها.